# Thirimont (Henegouwen)
Thirimont is een dorp in de Belgische provincie Henegouwen en een deelgemeente van de Waalse stad Beaumont.
Thirimont was een zelfstandige gemeente, tot die bij de gemeentelijke herindeling van 1977 toegevoegd werd aan de gemeente Beaumont.
Het dorp is gelegen in de Condroz.

## Demografische ontwikkeling
- Bronnen:NIS, Opm:1831 tot en met 1970=volkstellingen, 1976= inwoneraantal op 31 december